# Список умерших в 886 году

## Февраль
- 28 февраля — Ибн Маджа, исламский богослов, хадисовед.
- Роберт I, граф Труа (около 876—886)[1].

## Март
- 9 марта — Абу Машар аль-Балхи, персидский математик, астроном и астролог[2].

## Апрель
- 3 апреля — Иосиф Песнописец, христианский святой[3].
- 16 апреля — Гозлен, епископ Парижа (884—886), канцлер Карла II Лысого[4].

## Май
- 3 мая — Вульгрин I, первый наследственный граф Ангулема и Перигора (866—886)[5].
- 12 мая — Гуго Аббат, граф Осера (866—878), маркиз Нейстрии, граф Тура, Блуа, Анжу и Орлеана (866—886), граф Парижа (882—886)[6].

## Июнь
- 20 июня — Бернар Плантвелю (45), граф Отёна (Бернар II) (863—864), граф Родеза (864—874), граф Ормуа (864—868), граф Оверни (Бернар II) (868—886), граф Руэрга, Тулузы (Бернар III) и Лимузена (872—886), граф Буржа и маркиз Готии (Бернар III) (878—886), граф Макона (Бернар I) (880—886), граф Лиона (885—886), маркграф Аквитании (Бернар I) (885—886), родоначальник первого Овернского дома[7].

## Август
- 28 августа — Генрих, правитель Нормандской Нейстрийской марки (884—886).
- 29 августа — Василий I Македонянин, византийский император (867—886), основатель Македонской династии[8].

## Дата смерти неизвестна или требует уточнения
- Адальберт I, граф Лукки, маркграф Тосканы (ок. 846—866)[9].
- Мухаммад I, эмир Кордовы (852—886)[10].
- Эгино, герцог Тюрингии (883—885) и граф Баданахгау (под именем Эгино I) (885—886)[11].